# 群島王國

11世紀時的群島王國

群島王國（Kingdom of the Isles），有时称马恩和群岛王国（Kingdom of Mann and the Isles），是一個诺斯-盖尔人王國，範圍包括曼島、赫布里底群島、克莱德湾群岛，存在於9世紀至13世紀。這些群島的合計面積約8,374平方（3,233平方英里）。
維京人對該地區的影響始於8世紀末，烏伊·伊邁爾王朝在這一早期時期發揮了重要作用，但直到10世紀中葉，有關統治者的日期和詳細信息的記錄都是推測性的。群島國王和愛爾蘭統治者之間的敵對，以及挪威王室的干預（直接或透過其附庸奧克尼伯爵）是反覆出現的主題。Laxdaela Saga 提到了一些據說是在10世紀中葉之前或前後從多多島來到冰島的人，這些人似乎就是Suðreyjar。11世紀末，赤腳馬格努斯的入侵導致挪威在一段短暫的時期內對王國進行直接統治，但很快戈德雷德·克羅萬的後裔又重新確立了一段基本上獨立的霸主地位。隨著薩默萊德的出現，這一局面結束了，1164年薩默萊德去世後，王國分裂為兩部分。僅僅一個多世紀後，根據1266年珀斯條約，這些島嶼成為蘇格蘭王國的一部分。